# Berea (South Carolina)
Berea is een plaats (census-designated place) in de Amerikaanse staat South Carolina, en valt bestuurlijk gezien onder Greenville County.

## Demografie
Bij de volkstelling in 2000 werd het aantal inwoners vastgesteld op 14.158.

## Geografie
Volgens het United States Census Bureau beslaat de plaats een oppervlakte van
20,3 km², waarvan 19,7 km² land en 0,6 km² water.

## Plaatsen in de nabije omgeving
De onderstaande figuur toont nabijgelegen plaatsen in een straal van 8 km rond Berea.